# Etikoterapie
Etikoterapie je samostatný, komplexní preventivně léčebný systém, podporující svobodnou vůli nemocného, s cílem uzdravení radikální změnou jeho dosud nemocného postoje.
Zakladatel, lékař Ctibor Bezděk, v roce 1931 vydal knihu Záhada nemoci a smrti : Etikoterapie – léčení mravností, v níž dal mravní stav člověka do souvislosti se vznikem nemoci. V současnosti praktikuje a rozvíjí etikoterapii MUDr. Vladimír Vogeltanz.
Étos (ἦθος) je řecky zvyk, obyčej – něco, co je děláno obyčejně a vydáváno za dobrý mrav. Etikoterapii lze zjednodušeně nazvat zvykoterapií. Etikoterapeut je jen pasivním zrcadlem vybízejícím k aktivitě nemocného samotného, kterému pomáhá pojmenovat nemocnost – zvyk, který ho do nemoci dovedl.
V diagnostické fázi se hledá zlozvyk, který vedl do nemoci a v léčebné fázi se nemocný sám rozhoduje žít nový dobrozvyk, a tím se uzdravit.